# 秘密姐姐
《秘密姐姐》為韓國SM C&C公司製作，而在JTBC4播放的綜藝節目，節目主軸是為妹妹們找一位以志趣相投為前提，但私底下互不熟悉的前輩當姐姐，同時也會為姐姐們找一位演藝圈晚輩當妹妹，為初識的姐姐和妹妹一起渡過24小時（以第一人到達時開始計算）並同床共寢。她們也會在粉紅色日記本記載完成活動的情況。

## 本節目之秘密「姐姐」或「妹妹」的限制
1. 「姐姐」們除了是演藝圈前輩（入行超過十年，哈妮除外），也是家中獨生女或老么[註 2]；且「姐姐」也不能育有女兒[註 3]。
2. 「妹妹」們除了是演藝圈晚輩[註 4]，也是家中長女或獨生女。
3. 「姐姐」不可與「妹妹」是同公司同事，前限定團體同事也不行[註 5][註 6]。
4. 各組姐妹不會同時間互相會面，但在播放時會交叉比對[註 5]。 第8集，姐姐們會面，度過一日一夜，會再有一本紅色「姐姐版」日記本。
5. 如果一組姐妹進行第二次會面，會再增加一本日記本。

## 特別出演
- 楊長順醫師（精神健康學科專家，自己也是獨生女）

## 主要活動
- 在初見面和分別前各拍一張自拍照
- 在每人的行李找共同點，可選擇互相交換物品
- 把衣服互換穿著
- 帶姐姐/妹妹到團員都不知道的個人秘密基地
- 與姐姐在晚上出外散心
- 牽手10分鐘[註 7]
- 對方戶口調查確認[註 8]
- 姐姐對妹妹的觀察和感受
- 發現對方最有魅力的身體部位
- 為對方化妝、搽指甲、織髮
- 聽聽隊中／自己不想有名氣的歌曲（我喜歡的歌曲）
- 互播初出道作
- 留下對方最性感的時刻
- 畫下對方的臉
- 分享愛好
- 一起泡澡
- 一起把酒談心
- 睡前敷面膜／素顏照
- 睡衣派對
- 分享戀愛史／心儀對象
- 看今天運勢
- 分享人生故事
- 分享身體和傷口的故事
- 互幫對方拍自拍
- 唱對方選擇的歌曲
- 為妹妹／姐姐泡製早餐／咖啡／茶[註 9]
- 記載對對方想說的話
- 互寫告別信
- 互送可以留在記憶中的禮物
- 分享相同時期的照片[註 10]
- 解釋過去留言／失言錄[註 11]
- 聊男人話題
- 我妹妹的秘密分享時間（姐姐版專用）
- 製造讓妹妹們嫉妒的回憶（姐姐版專用）
- 公開妹妹的秘密（姐姐版專用）
- 炫耀和妹妹的秘密回憶（姐姐版專用）
- 姐姐們的秘密Party開始（姐姐版專用）
- 感受對方的心跳（姐妹版第二次見面）
- 第二次酒桌（姐妹版第二次見面）[註 12]
- 用彼此的名字命名星星（姐妹版第二次見面）
- 做黄瓜面膜（姐妹版第二次見面）
- 在水裡和姐姐拍照 （姐妹版第二次見面）
- 為彼此家人買禮物（姐妹版第二次見面）
- 教姐姐們跳新歌舞蹈（韓彩英、善美與Red Velvet特別企劃）
- 用身體一部分畫畫（哈妮與有情特別企劃）[註 13]

## 各集內容
| 集數 | 播放日期      | 姊姊                      | 妹妹                                   |
| ---- | ------------- | ------------------------- | -------------------------------------- |
| 試播 | 2018年4月20日 | 韓彩英                    | Yeri（Red Velvet）                     |
| 1    | 2018年5月4日  | 韓彩英                    | Yeri（Red Velvet）                     |
| 2    | 2018年5月11日 | 韓彩英                    | Yeri                                   |
| 2    | 2018年5月11日 | 孝淵 （少女時代、DJ Hyo） | 輝人（Mamamoo）                        |
| 3    | 2018年5月18日 | 韓彩英                    | Yeri                                   |
| 3    | 2018年5月18日 | 孝淵                      | 輝人                                   |
| 3    | 2018年5月18日 | 善美                      | 瑟琪（Red Velvet）                     |
| 4    | 2018年5月25日 | 韓彩英                    | Yeri                                   |
| 4    | 2018年5月25日 | 孝淵                      | 輝人                                   |
| 4    | 2018年5月25日 | 善美                      | 瑟琪                                   |
| 5    | 2018年6月1日  | 孝淵                      | 輝人                                   |
| 5    | 2018年6月1日  | 善美                      | 瑟琪                                   |
| 6    | 2018年6月8日  | 孝淵                      | 輝人                                   |
| 6    | 2018年6月8日  | 善美                      | 瑟琪                                   |
| 7    | 2018年6月15日 | 善美                      | 瑟琪                                   |
| 8    | 2018年6月22日 | 韓彩英、孝淵、善美        | 無                                     |
| 9    | 2018年6月29日 | 韓彩英、孝淵、善美        | Yeri                                   |
| 10   | 2018年7月6日  | 韓彩英                    | Yeri                                   |
| 11   | 2018年7月13日 | 韓彩英                    | Yeri                                   |
| 12   | 2018年7月20日 | 韓彩英                    | Yeri                                   |
| 13   | 2018年7月27日 | 皇甫惠貞 （Chakra）       | 南寶拉                                 |
| 13   | 2018年7月27日 | 孝淵                      | 吳夏榮（Apink）                        |
| 14   | 2018年8月3日  | 皇甫惠貞                  | 南寶拉                                 |
| 14   | 2018年8月3日  | 孝淵                      | 吳夏榮                                 |
| 15   | 2018年8月10日 | 皇甫惠貞                  | 南寶拉                                 |
| 15   | 2018年8月10日 | 孝淵                      | 吳夏榮                                 |
| 16   | 2018年8月17日 | 皇甫惠貞                  | 南寶拉                                 |
| 16   | 2018年8月17日 | 孝淵                      | 吳夏榮                                 |
| 16   | 2018年8月17日 | 韓彩英、善美              | Yeri、瑟琪                             |
| 16   | 2018年8月17日 | 哈妮（EXID）              | 磪有情（Weki Meki，Meki分隊、前I.O.I） |
| 17   | 2018年8月24日 | 皇甫惠貞                  | 南寶拉                                 |
| 17   | 2018年8月24日 | 孝淵                      | 吳夏榮                                 |
| 17   | 2018年8月24日 | 哈妮                      | 磪有情                                 |
| 18   | 2018年8月31日 | 皇甫惠貞                  | 南寶拉                                 |
| 18   | 2018年8月31日 | 孝淵                      | 吳夏榮                                 |
| 18   | 2018年8月31日 | 哈妮                      | 磪有情                                 |
| 19   | 2018年9月7日  | 所有                      | 所有                                   |

## 備註
1. ↑  有別於另一韓綜《1%的友情》, 在該節目中兩人個性不同。
2. ↑  善美有兩個弟弟。
3. ↑  韓彩英上有一個姐姐，且育有一個兒子。
4. ↑  （入行少於十年，南寶拉除外）
5. 1 2  Yeri身為Red Velvet成員，但不知道對方的秘密姐姐的身份。
6. ↑  如果Somi出演，不可能與韓彩英（Unnies）、瑟琪（鄰家少女）、善美（前JYP娛樂同事，Somi當時為練習生。）成為秘密姐妹。
7. ↑  韓彩英、Yeri改為1分鐘。
8. ↑  善美、瑟琪自創環節，測試見面前對彼此的了解。
9. ↑  善美、瑟琪選擇在公寓下層共用早午餐。
10. ↑  兩種解讀：
1.兩人同時在7歲時的照片。
2.兩人在2002年時的照片。
11. ↑  夏榮是少女時代鐵粉，所以已看過很多孝淵的舊MV。這次讓她解釋當年在訪問的失言錄，還自己清白。
12. ↑  塞班島的合法喝酒年齡是滿21歲，加上彩英是司機，所以以無酒精雞尾酒代替。
13. ↑  因為兩人喜歡畫畫，所以以手指畫屬於對方的花。哈妮是玫瑰，有情是向日葵，因為她在她爺爺臨終前畫的最後一幅畫。本人脖子後方也有向日葵刺青。
14. 1 2  她們與韓彩英、Yeri住在同一家公寓，但不同房間，而且在不同時間居住。
15. ↑  Yeri 是家中長女，下有三個年幼妹妹。該集也透露製作組（主PD與忙內PD）在試播前，嘗試同床共寢講心事環節， 其實她們也是在跟Yeri洽談時第一次見面，是仁川人。
16. ↑  Red Velvet曾在2017年《姐姐們的Slam_Dunk》擔任嘉賓與Unnies成員進行活動，而該女團歌曲《對嗎？》還在製作初期。
17. ↑  Irene、Wendy、澀琪、太妍、潤娥、銀赫、Key、金政模、昌珉出演，當時到杜拜進行SMTown演唱會。娜璉也在視訊電話出演；Somi也在電話出演。
18. ↑  Yeri於節目中玩得遊戲為《絕地求生》手機版本（即所謂「吃雞」手遊）。
19. ↑  家中老大，下有一個弟弟
20. ↑  兩人私下性格、生活習慣與喜好最不同的一對，因為Mamamoo私下非常文靜內向。輝人是家中獨生女，她的個性比較像宅女王太妍。
21. ↑  兩人私下性格、生活習慣與喜好最相同的一對，因為兩人都喜歡跳舞、繪畫，也互相欣賞，也有共用物品，唯一分別：善美也是宅女王，也無意拿駕照。善美下有兩個弟弟，瑟琪上有一個哥哥。
22. ↑  善美弟弟勝東視訊出演，她的經紀人也出演，是家中老么，上有一個姐姐。善美、Red Velvet共同的編舞老師也出演。
23. ↑  從經紀人訪問中，發現她們唯一的共通點，是彼此都喜歡把酒談心。由製作組成為代理司機，把孝淵的車接送回基地。
24. ↑  孝淵、彩英都開車載妹妹們兜風，但善美因為無意拿駕照，本來想攔計程車，但因為攔不到，由製作組代為接送。
25. ↑  韓彩英是三個姐姐們裡年紀最大，但因為是演員出身，與孝淵、善美互不相識。善美因為是年紀最小，加上沒有駕照，所以以「妹妹」自稱。
26. ↑  該集為姐姐們的聚會，也透露未播出片段。
27. ↑  韓彩英、Yeri在塞班島再次度過48小時。時間從到達旅館開始計算。
28. ↑  前Chakra隊長，家中老么，上有一個哥哥，非SM 娛樂出身，出道第19年
29. ↑  家中13兄弟姐妹的長女，上有一個哥哥。出道超過10年。兩人共通點：喜歡西餐、品嚐葡萄酒。
30. ↑  與輝人比較，私下性格、夏榮生活習慣與喜好與孝淵比較相等。想要既男子氣又外向，甚至能對她罵髒話的姐姐。夏榮本來視少女時代為偶像，所以也想向成員學舞蹈。
31. ↑  隊中忙內，但跟南珠是家中獨生女，兩人練習生時間都各不夠兩年，也所以沒有隊外圈內要好的姐姐級好友。Apink也客串出演，與娜恩是室友。
32. ↑  與孝淵、南寶拉住同一個單位，但不同時間入住。
33. ↑  因為兩人都喜歡「密室逃脫」，加上孝淵此前有電台訪問，所以決定在停車場換車，由孝淵載夏榮到基地，再在公寓裡找房間。24小時從找到房間一刻計算。兩隊通常一起打歌宣傳，但沒有時間交流。
34. ↑  透露從2016年起，已有一位香港的圈外男友。
35. ↑  其實她早在幾天前已為房間佈置，買下遊戲，甚至為後來搬入的姐妹們買入小廚具。可是因為身高差距太大，而不能交換衣服。在新基地裡有多本備用秘密日記。
36. ↑  夏榮有通過駕照筆試，但因為在路試重試4次，在倒退進車位壓線，失敗而作罷。
37. ↑  Red Velvet在8月5日舉辦首爾場《REDMARE》演唱會，姐妹重逢特別企劃：到後台獻花和急救箱（因為Yeri比較體弱，每次宣傳期都起碼要打一次點滴）。善美也因準備回歸，而染成金髮。觀看演唱會的人包括SHINee Key、夏沇秀、金賽綸、少女時代 太妍。因為善美與娜璉是同公司，由娜璉介紹而認識Yeri。

少女時代 太妍也在隱藏版出演，因為當晚剛好是少女時代滿11週年。
38. ↑  家中老大，下有一個弟弟。非SM娛樂出身，總出道時間六年。弟弟以視訊電話客串出演。
39. ↑  家中獨生女。連I.O.I時期，總出道時間兩年。非SM娛樂出身。兩人曾在哈妮主持的Weekly Idol見面。兩人共通點：喜歡看書、設計服裝；喜歡韓食，尤其是辣炒年糕；反差很大。台上非常外向，也很男子氣，私下像文靜宅女，也喜歡把東西寫上記事本，加上小時候家境都欠佳。Weki Meki、EXID正花、慧潾客串出演。
40. ↑  透露2015年聖誕節，五弟自殺身亡，也是她多年未能公開談及的事。
41. ↑  除了孝淵、哈妮，其他姐妹們會談及近況。
42. ↑  除了夏榮、有情，其他姐妹們會談及近況。

## 外部連結
- 官方網站（页面存档备份，存于）
- 秘密姐姐的Naver TV （页面存档备份，存于）